# Phthoropoea halogramma
Phthoropoea halogramma är en fjärilsart som beskrevs av Edward Meyrick 1927. Phthoropoea halogramma ingår i släktet Phthoropoea och familjen äkta malar.
Artens utbredningsområde är Somalia. Inga underarter finns listade i Catalogue of Life.